# Kerasóna
Kerasóna är en ort i Grekland.   Den ligger i prefekturen Nomós Prevézis och regionen Epirus, i den centrala delen av landet, 290 km nordväst om huvudstaden Aten. Kerasóna ligger 161 meter över havet och antalet invånare är 369.
Terrängen runt Kerasóna är kuperad åt sydväst, men åt nordost är den bergig. Runt Kerasóna är det ganska glesbefolkat, med 29 invånare per kvadratkilometer. Närmaste större samhälle är Arta, 18,7 km sydost om Kerasóna. Trakten runt Kerasóna består till största delen av jordbruksmark.